# Le Chesne (Ardennes)
Le Chesne [lə ʃɛn] ist eine Ortschaft und eine ehemalige französische Gemeinde mit 897 Einwohnern (Stand 1. Januar 2022) im Département Ardennes in der Region Grand Est. Sie gehörte zum Arrondissement Vouziers und zum Kanton Vouziers.
Mit Wirkung vom 1. Januar 2016 wurden die früheren Gemeinden Le Chesne, Louvergny und Les Alleux zu einer Commune nouvelle mit dem Namen Bairon et ses environs zusammengelegt und haben in der neuen Gemeinde den Status einer Commune déléguée inne.

## Geografie
Der Ort liegt an der Scheitelhaltung des Canal des Ardennes. Der Stausee Lac de Bairon ist teilweise für die Wasserversorgung des Kanals verantwortlich. Richtung Westen führt eine Schleusentreppe hinunter ins Tal der Aisne, Richtung Osten verläuft der Kanal zunächst durch das Tunnel von Saint-Aignan und dann hinunter ins Tal der Maas.

## Bevölkerungsentwicklung

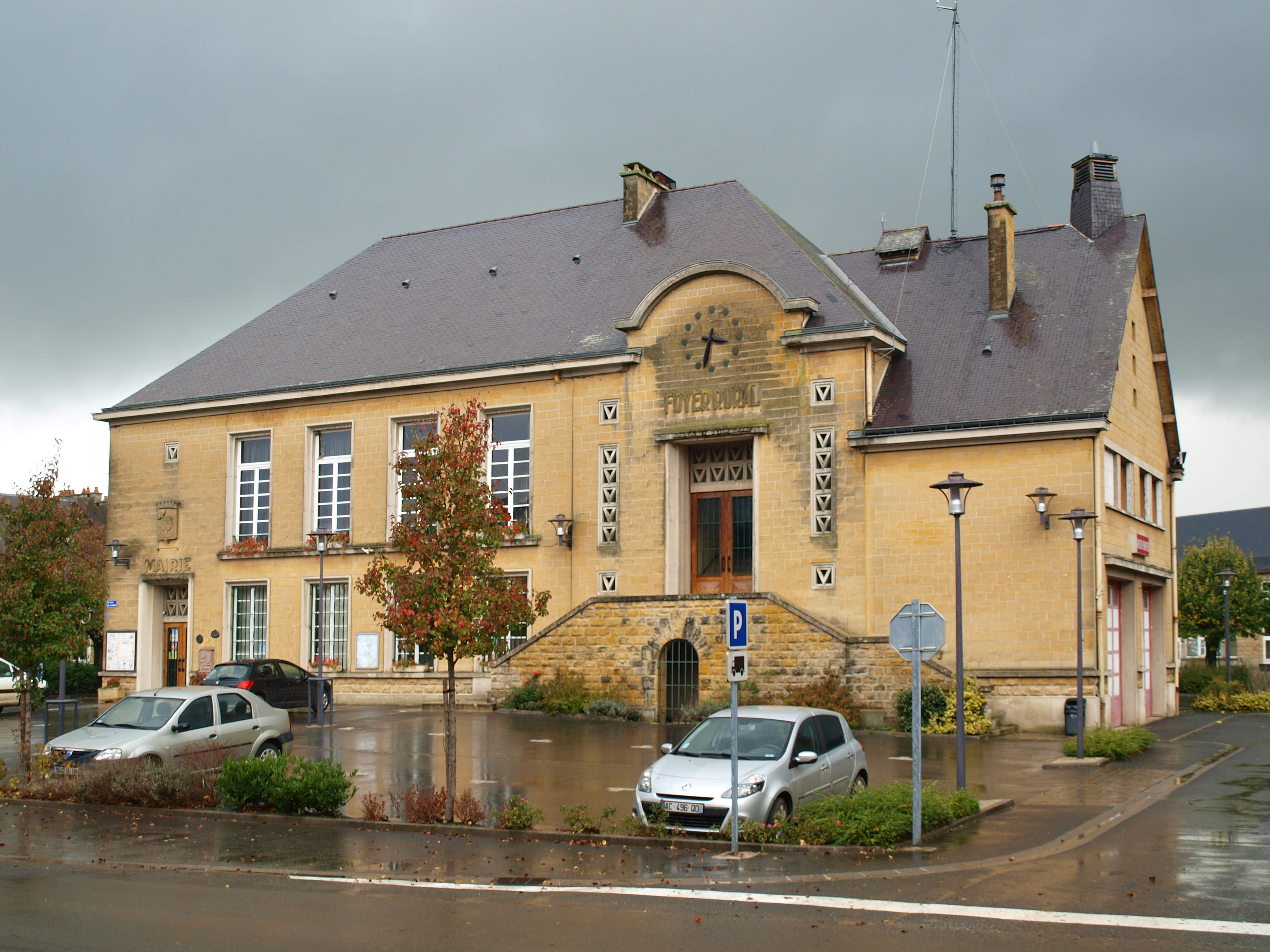
Mairie (Rathaus)

| Jahr                       | 1962 | 1968 | 1975 | 1982 | 1990 | 1999 | 2008 | 2016 |
| Einwohner                  | 1078 | 1132 | 1047 | 1041 | 974  | 939  | 981  | 910  |
| Quellen: Cassini und INSEE |      |      |      |      |      |      |      |      |

## Sehenswürdigkeiten
- Kirche Saint-Jacques, Teile aus dem 14. Jahrhundert

## Persönlichkeiten
- General Simon Marie de Wacquant (1798–1857)
- Lucien Hubert (1868–1938), Abgeordneter und Senator
- Jules François Joseph Marie Courtehoux (1879–1957), Abgeordneter